# Pykrete

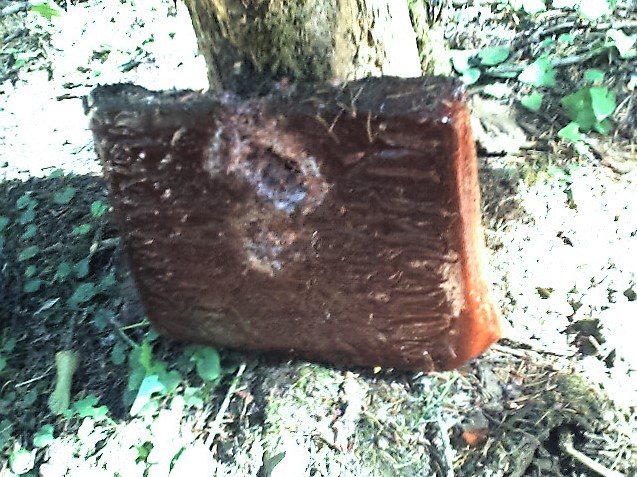
Un blocco di pykrete colpito da un fucile alla distanza di 10 m.

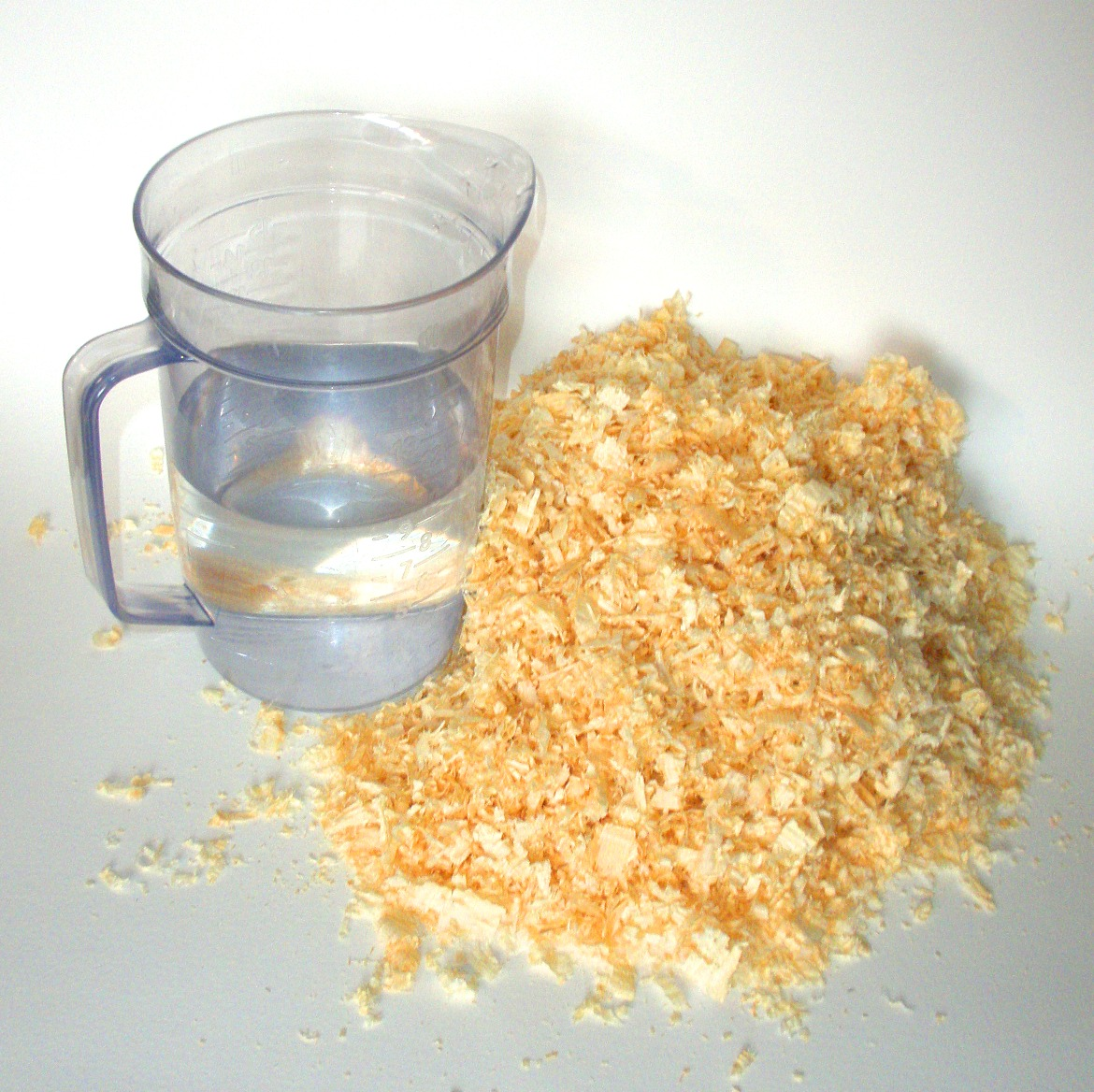
Il pykrete è fatto del 14% di fibre di legno e dall'86% di acqua.

Il pykrete è un materiale composito costituito per il 14 per cento in peso da segatura di legno (o da altri materiali fibrosi, come la carta di giornale) e per il restante 86 percento da ghiaccio.
Il nome è una parola macedonia dal suo inventore Geoffrey Pyke e concrete che in lingua inglese significa calcestruzzo.

## Proprietà
Il pykrete ha alcune proprietà interessanti rispetto al ghiaccio cristallino, tra cui una spiccata lentezza a sciogliersi (dovuta alla bassa conducibilità termica) e le migliorate resistenza e tenacità, che sono simili a quelle tipiche del calcestruzzo. Rispetto a questo, il pykrete risulta più difficile da modellare, dal momento che si espande durante il congelamento, ma è facilmente riparabile con semplice acqua.

## Storia
Durante la seconda guerra mondiale, l'uso del pykrete fu proposto da Geoffrey Pyke alla Royal Navy come possibile materiale adatto alla costruzione di una enorme e inaffondabile portaerei. L'idea (mai realizzata) diede origine al progetto Habakkuk e prevedeva la costruzione di una sorta di isola galleggiante, più che di una imbarcazione, da usarsi in luoghi dal clima molto freddo.
Intorno al 1942 Pyke cercò di convincere Lord Mountbatten, ammiraglio della flotta britannica, della grande utilità del progetto Habakkuk (in realtà precedente all'invenzione del pykrete), e furono condotti degli esperimenti in due località dell'Alberta, in Canada. Blocchi di pykrete furono testati con vari esplosivi: si giunse alla conclusione che una carica corrispondente alla testata di un siluro avrebbe solo scalfito l'ipotetica portaerei Habakkuk.
Nel Patricia Lake in Alberta, Stati Uniti e Canada costruirono un modello in ghiaccio, lungo 18.2 metri (60 piedi) e pesante 1.000 tonnellate: impiegò un po' più di una calda estate a sciogliersi. Anche se fu dato il nullaosta a piccoli progetti preliminari, il Progetto Habakkuk non fu mai portato a termine perché in realtà la guerra antisommergibili fu vinta con lo sviluppo del sonar e di tattiche avanzate per contrastare i sommergibili.

## Aneddoti
Una improbabile leggenda vuole che Lord Mountbatten, al fine di convincere Winston Churchill della sua utilità, si fosse introdotto in casa sua e avesse buttato un blocco di pykrete nella vasca dove lo statista stava facendo il bagno.
Un'altra storia racconta che alla Conferenza del Québec del 1943 Mountbatten portò un blocco di pykrete con sé, per mostrarne il potenziale agli ammiragli e ai generali che erano arrivati insieme a Winston Churchill e Franklin D. Roosevelt. Mountbatten si presentò alla riunione sul progetto con due blocchi, uno del materiale, l'altro di semplice ghiaccio. Posati a terra, sparò un proiettile prima al ghiaccio, che si frantumò all'istante, e poi al pykrete. Il proiettile rimbalzò e sfiorò i pantaloni dell'ammiraglio Ernest King per poi conficcarsi nella parete della stanza. Secondo Max Perutz, tuttavia, l'incidente appena descritto non avvenne nel 1943, tanto meno nel Québec, ma parecchio tempo prima a Londra, e a sparare sarebbe stato un altro partecipante al progetto, e non Mountbatten.

## Vita utile
La vita utile di un blocco di pykrete è ancora oggetto di discussione, essendo possibili molte proporzioni e infinite varietà delle materie prime. Si presume normalmente che il pykrete abbia un carico di rottura di 21 MPa, ossia più di 200 kg per cm2. Ha una resistenza 8 volte superiore a quella del ghiaccio che corrisponde a circa 3,5 MPa. Una pallottola di calibro 7.7 millimetri (.303 British) lo penetra di appena 16,5 centimetri. Ovviamente il ghiaccio si deforma a causa della pressione, ma questo non è influenzato dalla presenza del legno. Nello speciale Alaska 2 di MythBusters (stagione 7, episodio 2) è stato utilizzato per costruire una barca.

## Preparazione
Il pykrete si può ottenere facilmente in casa usando come polpa il legno, ad esempio, carta di giornale o carta igienica. È sufficiente poi congelare il miscuglio per sperimentarne le qualità, almeno finché rimane sufficientemente freddo.